# Francisco Yeste
Francisco Javier Yeste Navarro (Bilbao, 6 dicembre 1979) è un ex calciatore spagnolo di origini basche, di ruolo centrocampista.

## Carriera

### Club
Nel 1997 viene acquistato dal Baskonia dove colleziona 38 presenze mettendo a segno 7 gol.
È diventato uno dei giocatori-simbolo dell'Athletic Bilbao perché durante i suoi anni di permanenza nel club spagnolo ha collezionato oltre 300 partite con uno score di 50 gol.
Nell'estate del 2010 lascia la formazione basca dopo dodici anni di permanenza e si trasferisce all'Al-Wasl Sports Club.
Il 23 luglio 2011 approda all'Olympiacos dopo aver firmato un contratto annuale.
Il 17 gennaio 2012 rescinde il suo contratto con l'Olympiacos e viene ingaggiato dal Baniyas

### Nazionale
Ha vinto i Mondiali Under-20 del 1999. Ha inoltre giocato anche 5 partite con la Selezione di calcio dei Paesi Baschi.

## Palmarès

### Nazionale
- Campionato mondiale Under-20: 1

Nigeria 1999